# Bahnhof Lenzburg Stadt

Der  Bahnhof Lenzburg Stadt war ein Bahnhof in Lenzburg im Schweizer Kanton Aargau. Er bestand von 1895 bis 2005. Der Personenverkehr der Linie der Seetalbahn wurde 1984 eingestellt. Die Kerntangente wurde auf dem Gelände beim Seetalplatz gebaut.

## Geschichte
Der Bahnhof Lenzburg Stadt wurde durch den Luzerner Architekten Emil Vogt für die Seetalbahn erbaut und 1895 eröffnet.
1910 wurde die Bahn elektrifiziert und 1922 Teil der SBB. Mit der Eröffnung der Heitersberglinie 1975 und der Einführung des Taktfahrplans 1982 wurde das Angebot am Bahnhof Lenzburg weiter verbessert und die Nutzung von Lenzburg Stadt verringert. Der Personenverkehr wurde am 2. Juni 1984 eingestellt und die Anlagen schrittweise abgebaut. Das Bahnhofsgebäude wurde 2003 abgerissen. Der Güterverkehr für die UFA blieb bis zum Frühjahr 2005.

## Beschreibung
Der Bahnhof am Anfang der Bahnhofstrasse bestand aus drei durchgehenden Gleisen, diese befanden sich zwischen dem Bahnhofgebäude und einem dreigeschossigen Industriegebäude. Im Gegensatz zum Bahnhof Lenzburg gab es in Lenzburg Stadt ein Bahnhofbuffet sowie einen Kiosk.

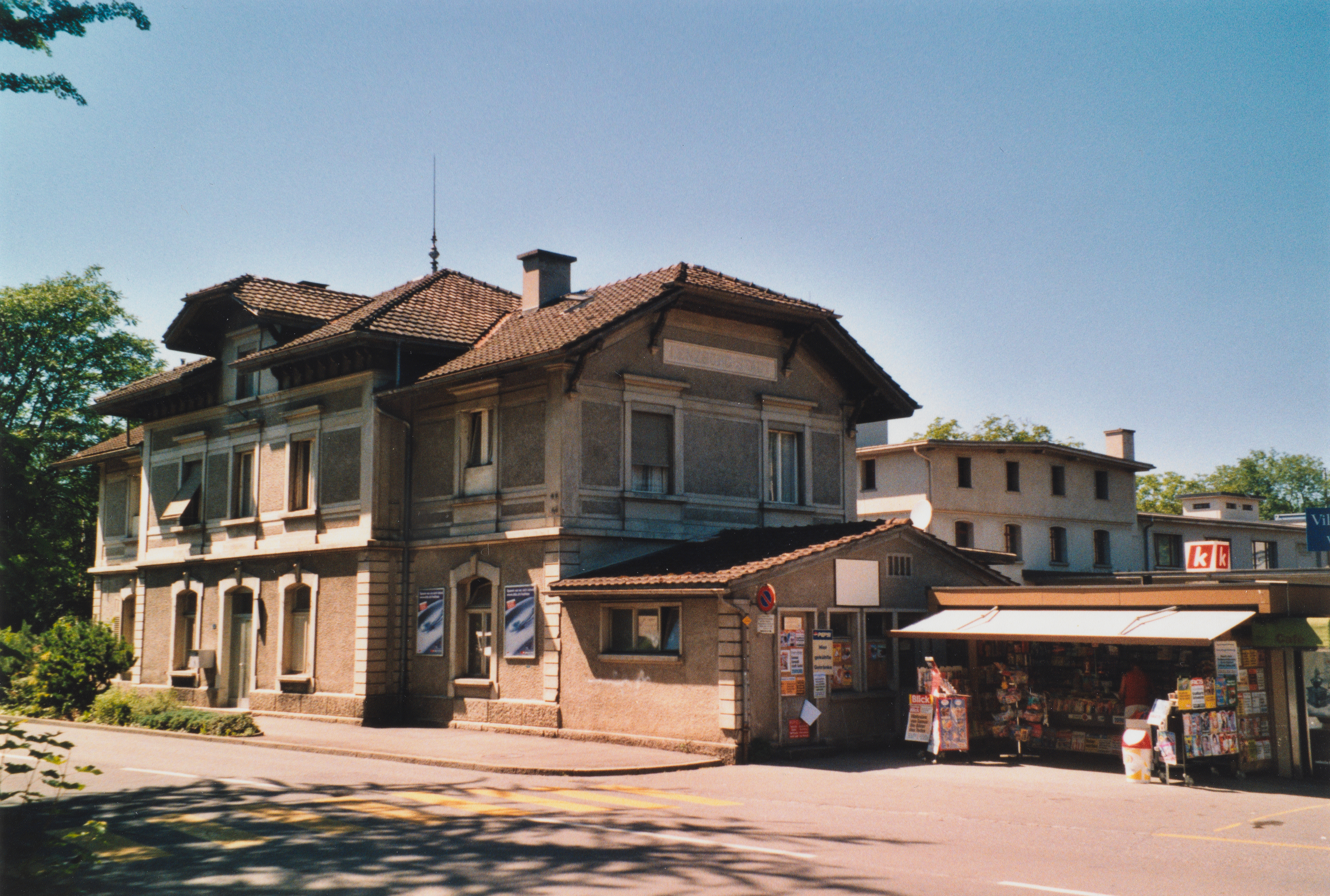
Strassenseite des Gebäudes
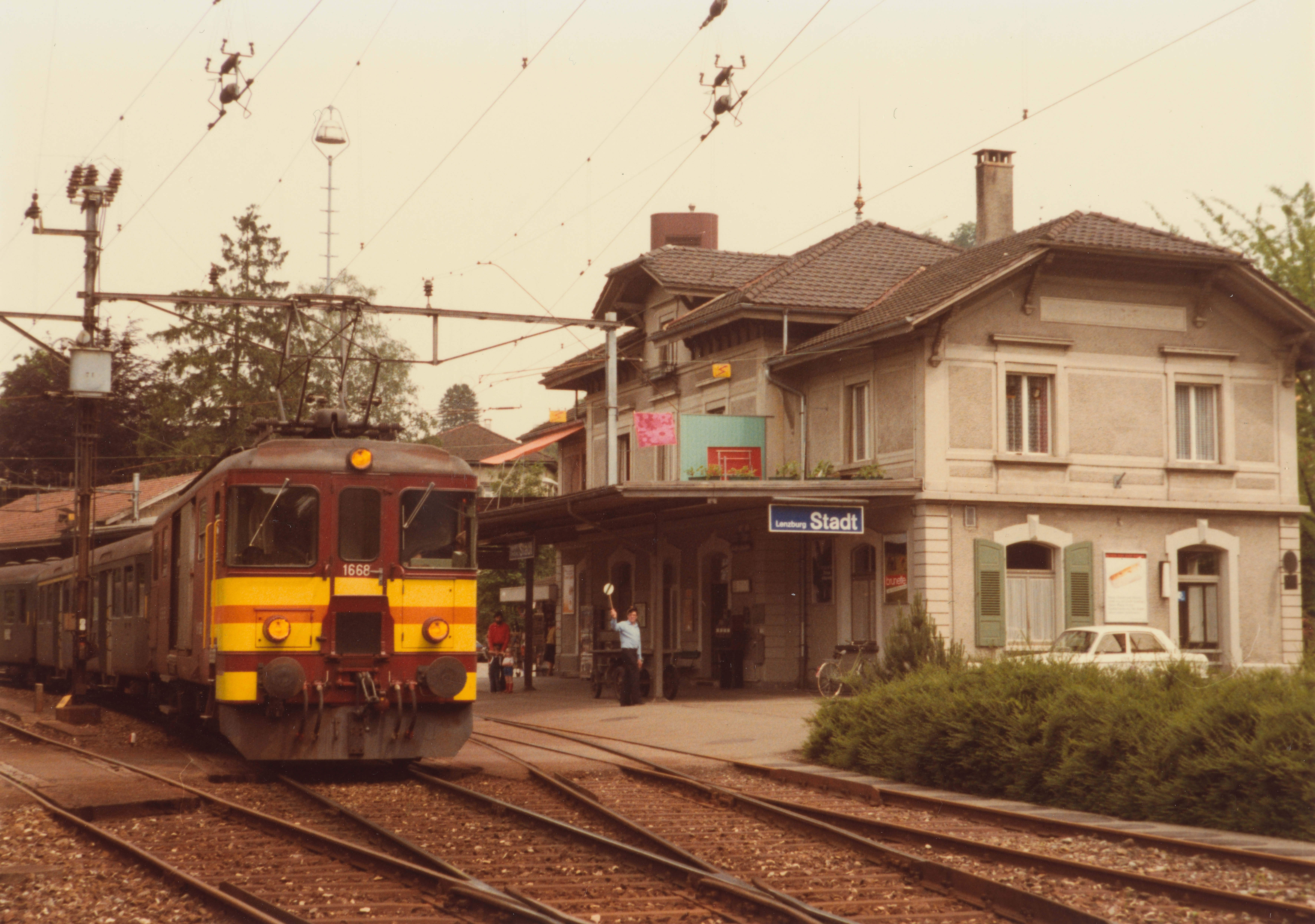
Ansicht von der Bahnhofstrasse